# Raumwellen-Magnituden-Skala
Die Raumwellen-Magnituden-Skala (mB, von englisch body wave magnitude) ist eine Methode zur Messung von Erdbeben-Magnituden. Sie basiert auf der Untersuchung der Bewegung der Oberfläche durch Erdbebenwellen, die sich nicht an der Oberfläche, sondern im Innern der Erde bewegen. 
Beno Gutenberg entwickelte 1945 folgende Kennzahl mit der Einheit Eins für teleseismische Raumwellen (body waves, wie P-, PP- und S-Wellen) für Perioden T von 0,5 bis 12 Sekunden:
{\displaystyle m_{\mathrm {B} }=\log _{10}\left({A \over T}\right)_{\max }+Q\left(\Delta ,h\right)}
A ist die Bewegung der Oberfläche durch die Raumwellen, analog zum Bestimmungsverfahren der Lokalmagnitude an der maximalen Amplitude auf dem Seismogramm gemessen in Mikrometern, T ist die Periode der Welle und {\displaystyle Q\left(\Delta ,h\right)} ist ein Korrekturfaktor, der von der Entfernung der Messung vom Epizentrum in Grad {\displaystyle \Delta }, der Tiefe des Erdbebens (Hypozentrum) {\displaystyle h} und dem verwendeten Instrument abhängt.

## Kurzperiodische Raumwellen-Magnituden-Skala
Mit der Einführung der 1-Sekunden-Seismometer des Worldwide Standardized Seismograph Network wurde es am National Earthquake Information Center üblich nur noch die vertikalen Komponenten der P-Wellen (PV) zu betrachten und im Korrekturfaktor einfließen zu lassen. Zudem wurde (u. a. um Erdbeben von unterirdischen Kernwaffentests unterscheiden zu können) die größte Amplitude nur noch innerhalb der ersten Zyklen bestimmt anstatt über den gesamten Wellenzug. Diese Variante wird als Kurzperiodische Raumwellen-Magnituden-Skala (mb, body-wave magnitude, short period) bezeichnet.
Die Bestimmung der Magnitude mittels der Kurzperiodischen Raumwellen-Magnituden-Skala unterschätzt die Stärke von Erdbeben bei einer Magnitude von etwa 6,5, da die Energie der von großen Erdbeben abgestrahlten Erdbebenwellen sich in Bereiche langer Periode verschiebt und so nicht in die Bestimmung mit eingeht.

## Quelle
- Peter Bormann: 3.2 Magnitude of seismic events. In: Peter Bormann (Hrsg.): New Manual of Seismological Observatory Practice NMSOP. überarbeitete Auflage. Deutsches GeoForschungsZentrum GFZ, Potsdam 2009, ISBN 3-9808780-0-7, S. 33–34, 48, doi:10.2312/GFZ.NMSOP_r1_ch3.